# さかえビル
さかえビル（英称:SAKAE BUILDING）は、東京都文京区本郷にあるテナントビル。

## 概要
1934年（昭和9年）、春日通りに面して、薬学博士により薬学研究所と貸事務所を兼ねたビルとして建設された。建物の装飾には、1910年代から1930年代にかけ欧米で流行したアール・デコが取り入れられている。

## 沿革
- 1934年（昭和9年） - 薬学研究所を兼ねた事務所ビルを建設
- 1998年（平成10年） - 登録有形文化財となる

## 建築概要
- 建築面積 - 105m2
- 建築主 - 株式会社 大関商事
- 設計監理 - 不詳
- 施工業者 - 不詳

## 文化財

### 登録有形文化財（建造物）
さかえビル
1934年（昭和9年）建築：鉄筋コンクリート造地上4階地下1階建、建築面積：105m2。
登録年月日：1998年（平成10年）9月2日、種別：産業3次、登録基準：造形の規範となっているもの。

## 交通アクセス
- 鉄道
  - 東京メトロ丸ノ内線 - 本郷三丁目駅より徒歩5分
  - 都営地下鉄大江戸線 - 本郷三丁目駅より徒歩4分

## ギャラリー

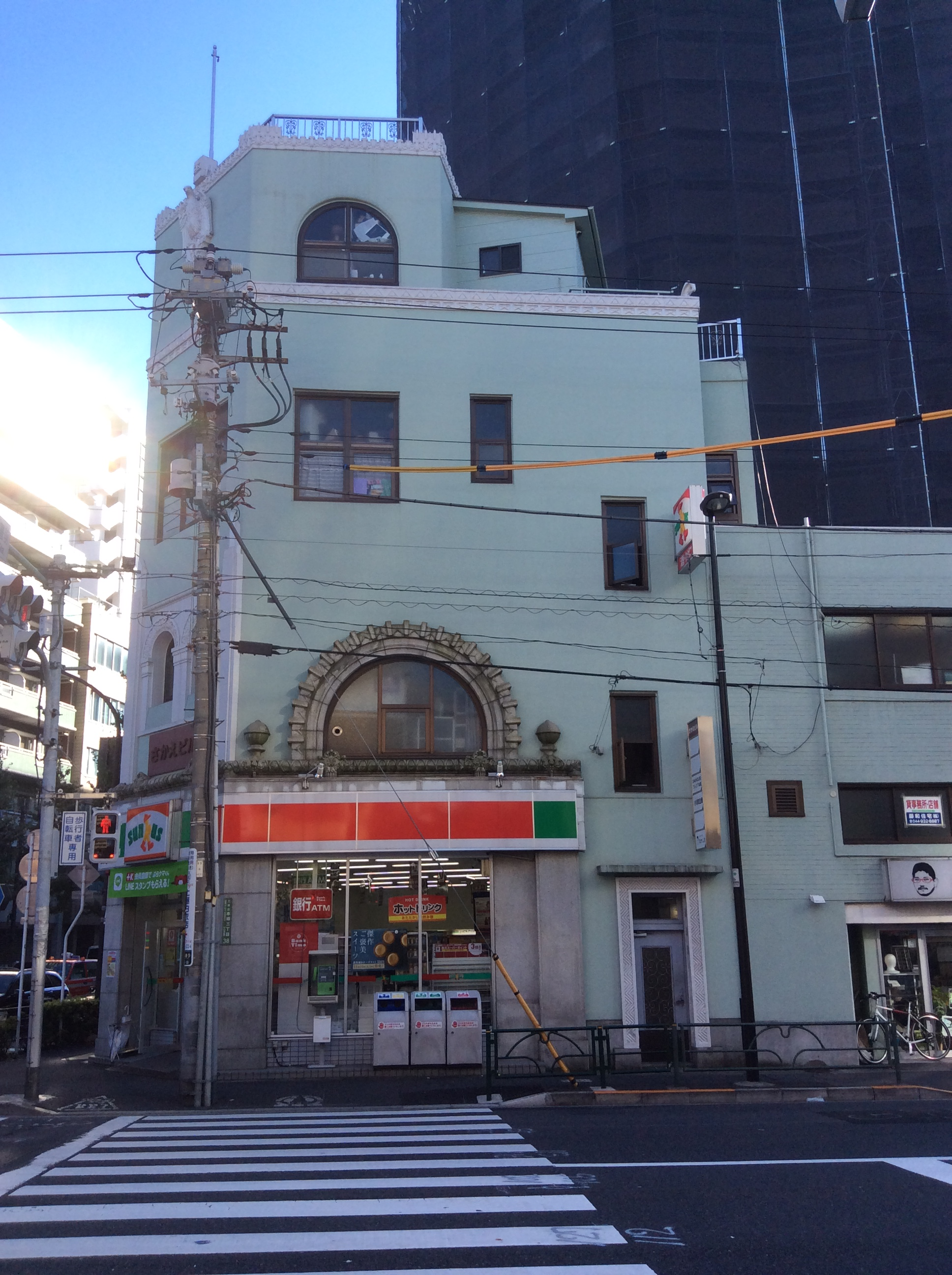
北側の外観を見る（2015年11月3日撮影）
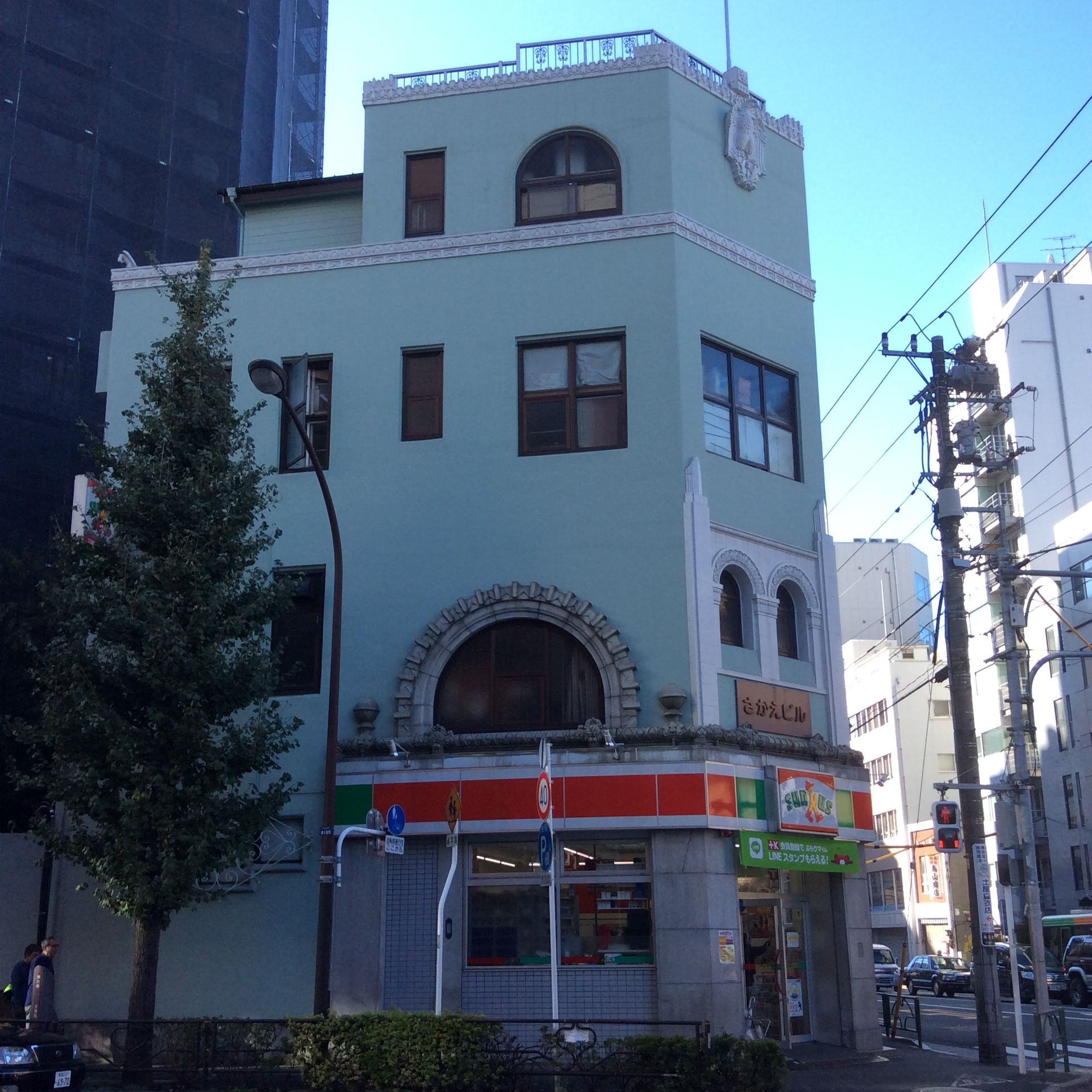
東側の外観を見る（2015年11月3日撮影）